# Taiguara
Taiguara Chalar da Silva (Montevideo, 9 d'octubre de 1945 - São Paulo, 14 de febrer de 1996), més conegut com a Taiguara, va ser un cantant i compositor brasiler.

## Història
Taiguara («el més brasiler dels uruguaians») va néixer a Montevideo, Uruguai, quan el seu pare va recórrer el país com a músic, però es va criar a Rio de Janeiro i més tard es va traslladar a São Paulo. Mentre assistia a l'Escola de Dret a la Universitat Mackenzie, es va tornar cada vegada més implicat amb recitals i actuacions organitzats pels estudiants, i finalment va abandonar per complet el curs per seguir una carrera musical a jornada plena. El 1964, es va unir al trio «Sambalanço» i va començar a rebre atenció dels mitjans de comunicació, i va rebre la seva primera oferta d'un segell discogràfic. El 1965, Taiguara va gravar el primer de diversos àlbums, i en els anys següents va guanyar nombrosos premis.
A causa d'una sèrie de desacords amb els dictadors militars al poder, la seva carrera al Brasil fou interrompuda a mitjans de la dècada del 1970 i es va veure obligat a traslladar a l'estranger, establint-se a Londres, on va estudiar a la Guildhall School of Music and Drama i va gravar l'àlbum Let the Children Hear the Music («Que els nens escoltin la música»), el primer enregistrament fet a l'estranger per un músic brasiler censurat al Brasil (el mateix disc mai va ser llançat a Anglaterra tampoc, havent estat considerat com «perdut» pels estudis). També va viure en uns quants països africans mentre a l'exili, principalment a Tanzània, on va estudiar periodisme durant un any.
Sempre preocupat per la dura realitat dels menys afortunats, cada vegada es va inclinar cap a punts de vista d'esquerra, involucrant-se en activitats militants amb l'objectiu de proporcionar un futur més just i igualtat social i econòmica per a tots. Encara que mai va estar afiliat oficialment a cap partit polític, el líder comunista Luis Carlos Prestes va ser un gran amic i mentor en els seus últims anys. Taiguara va compondre la cançó O Cavaleiro da Esperança («El Cavaller de l'Esperança») en el seu honor.
Tretze anys després de presentar-se al Brasil per última vegada, Taiguara va tornar amb el concert «Treze outubros» i va llançar dos àlbums més: Canções de Amor e Liberdade («Cançons d'amor i llibertat», 1984) i Brasil Afri («Afro Brasil», 1994). El 14 de febrer de 1996, va morir de càncer de bufeta. El seu últim projecte, un àlbum de cançons que va celebrar i examinar les alegries i penúries dels que viuen als barris pobres de Rio de Janeiro, mai va arribar a acabar.
Taiguara va ser un dels artistes més censurats de Brasil fins ara, amb prop de 100 cançons vetades al llarg de la seva carrera. Alguns dels seus més grans èxits van ser «Universo No Teu Corpo» - que contenia una celebració vetllada de l'ateisme -, «Teu Sonho Não Acabou», «Viagem», «Berço de Marcela», «Que as Crianças Cantem Livres», «Hoje», «Amanda», «Carne e Osso», «Geração 70» e «Mudou». De manera similar a molts artistes de la MPB, Taiguara va compondre la seva pròpia música.

## Discografia (parcial)
- 1965 - Taiguara - Philips LP
- 1966 - Crônica da cidade amada - Philips LP
- 1966 - Primeiro tempo 5x0 - Philips LP
- 1968 - Taiguara, o vencedor dos festivais - EMI-Odeon LP
- 1969 - Hoje - EMI-Odeon LP
- 1970 - Viagem - EMI-Odeon LP
- 1971 - Carne e osso - EMI-Odeon LP
- 1972 - Taiguara, piano e viola - EMI-Odeon LP
- 1973 - Fotografias - EMI-Odeon LP
- 1974 - Let the children hear the music - KPM LP
- 1975 - Imyra, Tayra, Ipy, Taiguara - EMI-Odeon LP
- 1981 - Porto de Vitória/Sol do Tanganica (1981) Alvorada Continental
- 1984 - Canções de amor e liberdade - Alvorada Continental Discos LP
- 1984 - Mais valia/Vos do leste/Guarânia Guarani/Anita - Alvorada Continental
- 1985 - Grandes sucessos de Taiguara - EMI-Odeon LP
- 1986 - Grandes sucessos de Taiguara volume 2 - EMI-Odeon LP
- 1987 - A paz do meu amor - EMI-Odeon LP
- 1988 - O talento de Taiguara - EMI-Odeon (doble LP)
- 1989 - Teu sonho não acabou - EMI-Odeon LP
- 1989 - Teu sonho não acabou - EMI-Odeon CD
- 1994 - Brasil Afri - Movieplay CD